# Stavanger kunstmuseum
Stavanger kunstmuseum (tidligere Rogaland Kunstmuseum) blev etableret i 1990, efter at have overtaget samlingen fra Stavanger Faste Gallerier, som holdt til i Stavanger kunstforenings lokaler. Samlingens begyndelse kan dog dateres tilbage til 1865 da Stavanger kunstforening blev stiftet. Stavanger kunstmuseum viser skiftende midlertidige udstillinger samt ophængninger fra den faste samling. Stavanger kunstmuseum er en del af MUST – Museum Stavanger AS/AS – efter fusionen med Rogaland Kunstmuseum den 1. juli 2010 .
Museet ligger på vestsiden af Mosvatnet på Tjensvoll i bydelen Hillevåg i Stavanger. Det åbnede dørene første gang i de nuværende lokaler i 1990, og har i dag en betydelig samling af norsk kunst fra 1800-tallet og 1900-tallet. Værker af Lars Hertervig udgør tyngdepunktet med over 70 akvareller og oliemalerier, men også Edvard Munch, Kitty Kielland og Christian Krohg er repræsenteret. Museet har også en fast samling med værker doneret af kunstsamlerne Halvdan Hafsten og Jan Groth, samt skulpturen Broken Column af Antony Gormley.
Kunstmuseet viser dele af skulptursamlingen i Mosvannsparken, her bl.a. værker af Aase Texmon Rygh, Bård Breivik, Magnus Vigrestad og Jan Groth.